# Colonia Ricardo Flores Magón, Oaxaca
Colonia Ricardo Flores Magón är en ort i Mexiko.   Den ligger i kommunen Teotitlán del Valle och delstaten Oaxaca, i den sydöstra delen av landet, 400 km sydost om huvudstaden Mexico City. Colonia Ricardo Flores Magón ligger 1 618 meter över havet och antalet invånare är 110.
Terrängen runt Colonia Ricardo Flores Magón är kuperad åt nordväst, men åt sydost är den platt. Runt Colonia Ricardo Flores Magón är det ganska tätbefolkat, med 144 invånare per kvadratkilometer. Närmaste större samhälle är Oaxaca de Juárez, 16,9 km väster om Colonia Ricardo Flores Magón. Trakten runt Colonia Ricardo Flores Magón består till största delen av jordbruksmark.